# Carl August Gonzenbach

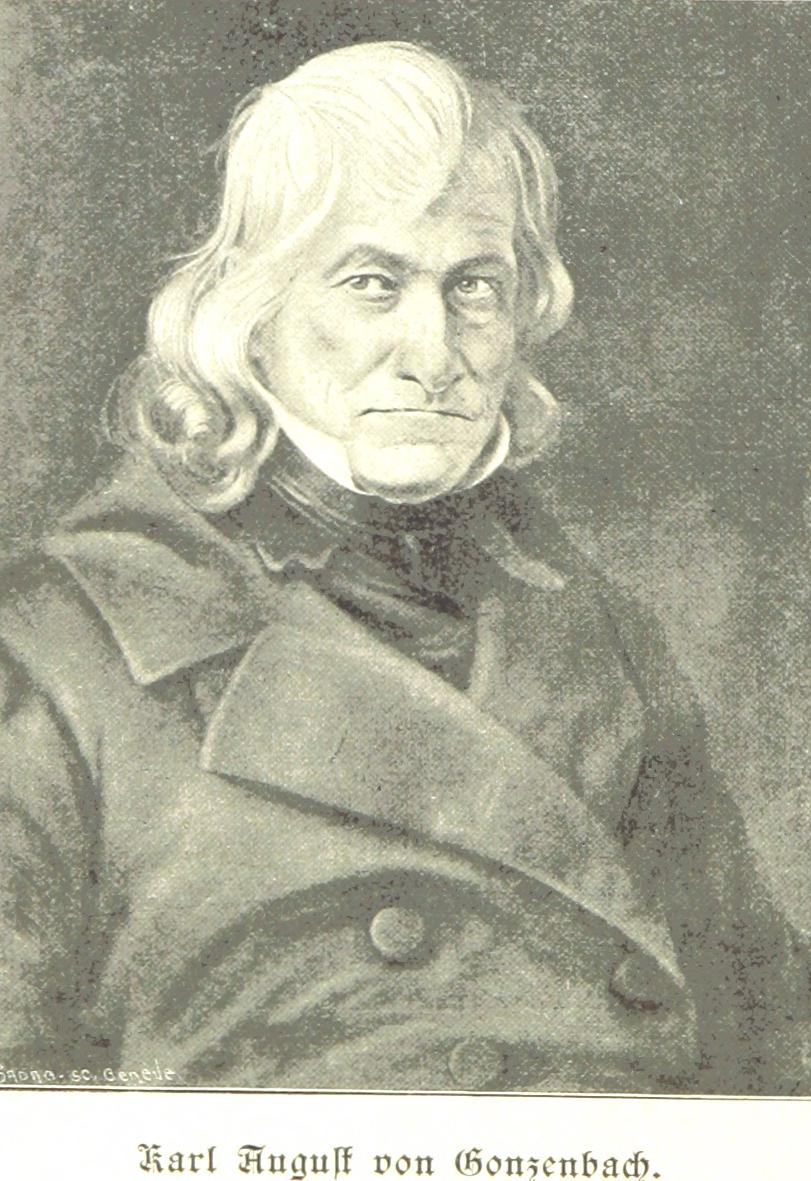
Karl August von Gonzenbach

Carl August von Gonzenbach (* 13. Februar 1779 in St. Gallen; † 6. Mai 1851 ebenda) war ein Schweizer Politiker und Kaufmann.

## Biografie
Carl August von Gonzenbach war ein Sohn des Kaufmanns und Kunstsammlers David Gonzenbach (1738–1810) und dessen Frau Maria Elisabeth, geborene Huber (1746–1805). Am 25. Juni 1765 heiratete er Margaretha Elisabeth Vonwiller (1785–1840). Zu ihren Kindern zählte August von Gonzenbach und dessen Bruder Carl Emil Viktor von Gonzenbach.
Carl August von Ganzenbach war Kaufmann und Teilhaber am sankt-gallischen Handelshaus Gebrüder Gonzenbach. Er war von 1830 bis 1831 Stadtratspräsident von St. Gallen, 1831 bis 1835 Gemeindeammann (Gemeindepräsident), 1815–45 Grossrat (Präsident 1832), 1830 Tagsatzungs-Gesandter, 1830–31 Verfassungsrat, ab 1833 Schweizer Bevollmächtigter in Handelsangelegenheiten mit den süddeutschen Staaten und 1838–49 Kantonsrichter und 1829–30 sowie 1836–51 Präsident des Kaufmännischen Directoriums. Als gemässigter, liberalkonservativer Politiker war er auf Ausgleich zwischen extremen Radikalen und Konservativen bedacht, zunächst erfolgreich, dann zunehmend isoliert.